# Günter Schneider (Fußballspieler, 1922)
Günter Schneider (* 2. August 1922 in Bochum) ist ein ehemaliger deutscher Fußballspieler. Der Mittelfeldspieler absolvierte von 1947 bis 1953 in der damals erstklassigen Oberliga West für die Vereine VfL Witten (17) und STV Horst-Emscher (27) insgesamt 44 Ligaspiele.

## Laufbahn
Günter Schneider begann seine Karriere beim VfL Bochum in der Spielrunde 1940/41 der Gauliga Westfalen. Während seiner Zeit an der Castroper Straße wurde er um ihn von Siegfried „Pic“ Schneider (Schneider I) und Erwin Schneider (Schneider II) zu unterscheiden in zeitgenössischen Zeitungsartikeln Schneider III genannt. Nach dem Zweiten Weltkrieg gehörte Schneider in der Saison 1946/47 in der damals erstklassigen Landesliga Westfalen zur Mannschaft des FC Schalke 04.
Im Sommer 1947 wechselte Schneider zum VfL Witten in die neu geschaffene Oberliga West. Das erste Oberliga-Spiel absolvierte Schneider auswärts am 16. November 1947 beim FC Schalke 04. Witten und Schalke trennten sich nach Toren von Dieter Attern und Otto Tibulski (per Elfmeter) mit 1:1. Nach dem Abstieg des VfL Witten im Sommer 1948 blieb Günter Schneider zwei weitere Jahre in Witten, bevor er zur 1950/51 zum STV Horst-Emscher wechselte. Schneiders letztes Oberligaspiel war am 1. März 1953, dem 23. Spieltag der Saison 1952/53, einem 1:1-Unentschieden gegen den Meidericher SV.